# Berton Haines
Berton Haines (* 25. September 1980 in Saskatoon, Saskatchewan) ist ein neuseeländisch-kanadischer Eishockeyspieler, der bei Southern Stampede in der New Zealand Ice Hockey League spielt.  

## Karriere
Berton Haines spielt seit Beginn seiner Karriere als Eishockeyspieler in der Mannschaft der Southern Stampede in der New Zealand Ice Hockey League. Mit diesem Team aus Queenstown, dessen Mannschaftskapitän er seit 2014 ist, wurde er 2005, 2006, 2015, 2016 und 2017 neuseeländischer Meister sowie 2009, 2011 und 2012 Vizemeister.

### International
Für Neuseeland nahm Haines an den Weltmeisterschaften der Division II 2010, 2011, 2012, 2013, 2014, 2015, 2016 und 2017 teil. Seit 2012 ist er Kapitän seines Teams. Beim Turnier der Gruppe B der Division II wurde er 2013 als bester Verteidiger und als bester Spieler seiner Mannschaft ausgezeichnet. Aber auch seine starke Defensivleistung konnte nicht verhindern, dass die Neuseeländer durch eine knappe 2:3-Niederlage gegen Israel knapp den Aufstieg in die A-Gruppe der Division II verpassten.

## Erfolge und Auszeichnungen
- 2005 Neuseeländischer Meister mit Southern Stampede
- 2006 Neuseeländischer Meister mit Southern Stampede
- 2013 Bester Verteidiger der Weltmeisterschaft der Division II, Gruppe B
- 2015 Neuseeländischer Meister mit Southern Stampede
- 2016 Neuseeländischer Meister mit Southern Stampede
- 2017 Neuseeländischer Meister mit Southern Stampede

## NZIHL-Statistik
(Stand: Ende der Saison 2017)